# ميخائيل وارد (سياسي)
ميخائيل وارد (بالإنجليزية: Michael Ward)‏ هو سياسي بريطاني، ولد في 7 أبريل 1931، وتوفي في 25 مارس 2009. حزبياً، نشط في حزب العمال. في الانتخابات العامة في المملكة المتحدة أكتوبر 1974 ‏، انتخب عضو البرلمان السابع والأربعون للمملكة المتحدة عن دائرة بيتربورو خلال فترته النيابية ‏ (10 أكتوبر 1974 – 7 أبريل 1979).